# Henry L. Giclas
Henry Lee Giclas född 9 december 1910 i Flagstaff Arizona USA, död 2 april 2007 i Flagstaff, var en amerikansk astronom.
Han var verksam vid Lowell-observatoriet.
1978 upptäckte han den periodiska kometen 84P/Giclas.
Minor Planet Center listar honom som upptäckare av 17 asteroider.
Asteroiden 1741 Giclas är uppkallad efter honom. Även kratern Giclas på Pluto är uppkallade efter honom.

## Asteroider upptäckta av Giclas
| 1886 Lowell      | 21 juni 1949      |
| 2061 Anza        | 22 oktober 1960   |
| 2118 Flagstaff   | 5 augusti 1978    |
| 2201 Oljato      | 12 december 1947  |
| 2313 Aruna       | 15 oktober 1976   |
| 2347 Vinata      | 7 oktober 1936    |
| 2415 Ganesa      | 28 oktober 1978   |
| 3110 Wagman      | 28 september 1975 |
| 3177 Chillicothe | 8 januari 1934    |
| 3382 Cassidy     | 7 september 1948  |

| 3487 Edgeworth                                  | 28 oktober 1978   |
| 3695 Fiala                                      | 21 oktober 1973   |
| 6277 Siok[A]                                    | 24 augusti 1949   |
| 7731 (1978 UV)                                  | 28 oktober 1978   |
| 10451 (1975 SE)                                 | 28 september 1975 |
| 15204 (1978 UG)                                 | 28 oktober 1978   |
| 17353 (1975 TE)                                 | 10 oktober 1975   |
| Upptäckt tillsammans med: A Robert D. Schaldach |                   |